# Parascopioricus exarmatus
Parascopioricus exarmatus är en insektsart som beskrevs av Max Beier 1962. Parascopioricus exarmatus ingår i släktet Parascopioricus och familjen vårtbitare. Inga underarter finns listade i Catalogue of Life.